# Parasíntesis
La parasíntesis es un proceso de formación de palabras, en el que la forma léxica no se forma sólo mediante un morfema derivativo, sino que es un proceso más complejo en el que se añaden dos o más morfemas, sin que exista claramente una forma más simple intermedia. Los afijos que se añaden en este proceso pueden interpretarse como circunfijos.

## Parasíntesis y derivación
André Martinet propuso analizar la parasíntesis como un esquema de formación de palabras en el que la forma léxica resultante tiene la forma:

{\displaystyle \left[M_{1}^{L}+M_{2}^{L}+M^{nL}\right]_{M_{3}^{L}}} = Morfema liberable + Morfema liberable + Morfema no liberable

Siendo un morfema liberable normalmente un lexema que puede ocurrir en forma libre o en otras combinaciones de palabra y siendo un monema no liberable habitualmente un afijo derivativo. Por tanto una condición importante para considerar un proceso lexicogénico de formación de palabras, como parasíntesis, debe involucrar simultáneamente a tres morfemas. Un ejemplo de este proceso lo constituye la palabra quinceañero:

{\displaystyle \left[M_{1}^{L}+M_{2}^{L}+M^{nL}\right]_{M_{3}^{L}}} = [ quince + añ(o) + (-ero)= quinceañero]

Ya que se reconocen dos morfemas liberables quince y año y un morfema no liberable o ligado como es -ero.
Es importante distinguir la parasíntesis, que es un único proceso, de la aplicación doble de derivación, donde es reconocible la ocurrencia de un morfema liberable intermedio. Un ejemplo de esto es la palabra paraguazo cuya formación puede analizarse así:

{\displaystyle [[M_{1}^{L}+M_{2}^{L}]_{M_{i}^{L}}+M^{nL}]_{M_{3}^{L}}-MnL} = [ [para + agua(s)] - azo]

Ya que aquí es reconocible claramente una forma intermedia paraguas de la cual a su vez derivaría mediante la adición de un sufijo paraguazo, precisamente el que sea reconocible una forma intermedia es lo que impide considerar que el proceso anterior es parasíntesis.
También debe distinguirse de derivaciones mediante afijos discontinuos, en las que sólo interviene un solo morfema liberable, un ejemplo de ello es la palabra anaranjado cuyo proceso formativo puede resumirse como:

{\displaystyle [m_{a}^{nL}-+M_{1}^{L}+m_{b}^{nL}]_{M_{3}^{L}}-MnL} = [ a + NARANJ + ado]

[Donde {\displaystyle m_{a}^{nL}-,-m_{b}^{nL},} son los segmentos que componen el afijo discontinuo. La anterior formación no debe interpretarse como que al morfema naranj- se le aplica un prefijo y un sufijo (ya que las formas intermedias *anaranj- o *naranjado, no existen), sino la adición de un único afijo discontinuo que permite derivar una forma libre anaranjado de otra forma libre naranja.
Bajo esta propuesta de Martinet, se esclarece el proceso de parasíntesis y se libera de las confusiones anteriores, tales como si se daba por una derivación sufijal y prefijal simultánea o si es que era un compuesto más un prefijo. La parasíntesis es, por tanto, un caso particular de lexicogenésis, que responde a sus propias reglas.